# マージョリー・マヤン
マージョリー・マヤン（Marjorie Mayans、1990年11月17日 - ）は、フランスの女子ラグビー選手。

## プロフィール
- フランス出身[1]。
- ポジションはフランカー(FL)。
- 身長 171cm、体重 68kg
- 女子ラグビーワールドカップ2014・女子ラグビーワールドカップ2017の女子フランス代表に選ばれたことがある[2]。

## 略歴
2016年、リオ五輪の7人制女子フランス代表に選ばれた。
2018年、ラグビーワールドカップセブンズ2018の7人制女子フランス代表に選ばれて準優勝に貢献。